# Haruka Tanizawa
Haruka Tanizawa (谷泽遥 Tanizawa Haruka) is een personage uit de film Battle Royale. Ze werd gespeeld door actrice Satomi Ishii.

## Voor Battle Royale
Haruka was een derdeklasser van de fictieve Shiroiwa Junior High School. Ze was erg lang (1.72 meter) en speelde volleybal. Haar beste vriendin was Yukie Utsumi, maar ze was ook goede vrienden met Chisato Matsui. Ze was erg intelligent.

## Battle Royale
Haruka kreeg een 9mm Pistool en was een van de meiden die met Yukie mee naar de vuurtoren ging. Toen ze op de tweede dag het avondeten het avondeten bereidde, vergiftigde Yuko Sakaki haar eten. Yuka Nakagawa verorberde het en stierf, waarna Satomi Noda naar haar machinegeweer greep en erop los schoot. Haruka zag hoe Satomo Chisato en Yukie vermoordde. Ze dook naar Yukie's pistool, maar Satomi schoot haar ook neer. Even leek ze dood te zijn, maar ze wist nog een laatste schot te lossen op Satomi. Satomi stierf hierdoor en een paar seconden later stierf ook Haruka.